# Jocelyn Pook
Jocelyn Pook, född 14 februari 1960 i Solihull (sydost om Birmingham i Storbritannien), är en brittisk violinist och filmmusikkompositör.

## Biografi
Pook tog examen från Guildhall School of Music and Drama i London 1983 och inledde därefter en karriär som professionell violinist. Hennes första filmkomposition var till den 14 minuter långa kortfilmen Blight (från 1994–1996) av engelsmannen John Smith.
Pooks karriär som filmmusikkompositör tog fart på allvar efter det att hon gjort musiken till Stanley Kubricks film Eyes Wide Shut från 1999. Kubrick hade hört Pooks album Deluge (1997) och i musikstycket Masked Ball, som används under scenen där Tom Cruises rollfigur Dr. William Harford oinbjudet gästar en maskeradbal, inkorporerade Pook fragment av en ortodox liturgi som spelas baklänges och en text som taktfast ropas på rumänska.
Pook har även gjort musik till bland annat Köpmannen i Venedig (2004) och The Wife (2017).